# Moments from the Fringe
Moments from the Fringe è una raccolta di demo del gruppo musicale statunitense Saigon Kick, assemblata da Jason Bieler e pubblicata nel 1998.
L'album contiene il brano Dizzy's Vine, l'ultima traccia registrata dalla formazione originaria del gruppo riunita nel giugno 1997.

## Tracce
1. Dizzy's Vine – 5:15
2. Colors – 3:38
3. Hey Hey Hey – 3:32
4. Homeland – 2:41
5. Beatiful – 2:41
6. My Only Friend – 2:15
7. Love Is on the Way – 2:17
8. Spidee the Rapist – 4:21
9. God of 42nd Street – 1:25
10. Feel the Same Way – 2:05
11. When You Were Mine – 4:01
12. Hostile Youth – 3:33
13. All I Want – 3:56
14. Spot Him a Beer – 3:17
15. You and I – 4:13
16. My Heart Screams – 2:02
17. Salvation – 2:57
18. The Lizard – 4:03

## Formazione
- Matt Kramer – voce
- Jason Bieler – chitarra, voce
- Tom DeFile – basso
- Phil Varone – batteria